# 平壤蔬菜科學研究所
平壤蔬菜科學研究所（：／），是朝鮮民主主義人民共和國的蔬菜科學研究機構。其前身是1959年成立的平壤蔬菜試驗場，設有試驗田、生物工程實驗室和水培溫室。運用轉基因等技術，開發出圓形茄子等新作物品種以及多種無公害蔬菜。
朝鮮最高領導人金正恩、朝鮮總理崔永林和前領導人金正日都曾視察平壤蔬菜科學研究所。